# Josephine Bracken
Marie Josephine Leopoldine Bracken (Victoria City, 3 ottobre 1876 – Hong Kong, 15 marzo 1902) fu la moglie dell'eroe nazionale filippino José Rizal.
Di origini irlandesi, incontrò Rizal nel 1895 durante il suo esilio a Dapitan, nella provincia di Zamboanga del Norte. All'alba del 30 dicembre 1896, giorno dell'esecuzione di Rizal, la coppia si sposò con rito civile a Fort Santiago, luogo d'incarcerazione del poeta. Il matrimonio fu contestato da alcuni storici poiché non fu ritrovato alcun atto a confermare tale unione, sebbene essa sia stata attestata dalla Bracken stessa e dal sacerdote officiante.

## Biografia
Ultimogenita di cinque figli, Josephine Bracken nacque a Victoria City, Hong Kong, il 3 ottobre 1876 da genitori entrambi di origine irlandese: James Bracken, un caporale della British Army, ed Elizabeth Jane McBride, sposatisi il 3 maggio 1868 a Belfast. La madre morì poco dopo la sua nascita, e il padre decise così di metterla in adozione. La bambina fu presa in cura dal suo padrino, lo statunitense George Taufer, un laborioso ingegnere presso una stazione di pompaggio del corpo dei vigili del fuoco di Hong Kong. Alla morte della sua prima moglie, Taufer sposò una donna di Macao, anch'essa portoghese, con la quale ebbe una figlia. Dopo la separazione dalla vera famiglia, Josephine non avrebbe mai più rivisto né il padre né i quattro fratelli. James Bracken si ritirò a vita privata in Australia, dove sarebbe rimasto presumibilmente ucciso da alcuni malviventi locali.
Nel 1891, dopo la scomparsa della seconda moglie di Taufer, Josephine e la sorella non biologica si ritrovarono a prendersi cura della loro casa. Più tardi Taufer si risposò per una terza volta, ma la nuova moglie non ebbe buoni rapporti con Josephine. Quest'ultima trascorse i due mesi successivi in un convento di suore canossiane, dove aveva già precedentemente frequentato i primi anni di scuola. Decise di far ritorno nella propria abitazione solamente dopo che Taufer la supplicò a tornare da loro, poiché la nuova moglie si era rivelata una cattiva donna di famiglia. Pochi mesi dopo ebbe altri diverbi con la donna e decise di cacciarla di casa con il consenso del padre adottivo.
Più tardi Taufer divenne molto dipendente dalla figlia adottiva, soprattutto a causa della cataratta che gli diede gravi problemi di vista, a tal punto da rischiare la cecità. La famiglia si recò per delle cure in una clinica giapponese, ma questa non seppe aiutare Taufer. Nel 1894 Josephine consigliò al padrino di farsi visitare da José Rizal, un rispettato oftalmologo filippino noto per la sua attività a Hong Kong e sul quale aveva sentito buone opinioni. Il medico era stato esiliato forzatamente a Dapitan, nella provincia di Zamboanga del Norte, su volontà delle autorità spagnole, accusato di aver diffuso opere e scritti per istigare alla violenza. Il sessantatreenne Taufer e la Bracken decisero si recarsi da Rizal per una visita medica: arrivarono a Manila il 5 febbraio 1895, prima di imbarcarsi per Dapitan nella seconda metà del mese. Essi avevano ricevuto una lettera di raccomandazione da parte di Julio LLorente, amico e compagno di classe di Rizal, e furono accompagnati a Dapitan da Manuela Orlac.